# 35. sydlige breddekreds
Den 35. sydlige breddekreds (eller 35 grader sydlig bredde) er en breddekreds, der ligger 35 grader syd for ækvator. Den løber gennem Atlanterhavet, det Indiske Ocean, Australasien (Australien og New Zealand), Stillehavet og Sydamerika (Chile og Argentina).
Breddekredsen passerer syd om Kap Agulhas og danner i Argentina grænse mellem provinserne Córdoba og La Pampa.